# 愛の3イヤーズ
『愛の3イヤーズ』（あいのスリーイヤーズ、英語表記:Three Years Of Love）は、1981年10月1日に発売された日本のロックバンド・ゴダイゴの18枚目のシングルである。

## 概要
- 「愛の3イヤーズ」は、ニッポン放送「とびきりポップ愛の1、2、3」テーマソングであり、同ラジオ番組にはミッキーやタケカワもレギュラー出演していた。
- 「愛の3イヤーズ」「ナッシング」ともに、アルバム『M.O.R.』に収録されていた英語版「THREE YEARS OF LOVE」「NOTHING」を日本語版にしたものである。
- ジャケット・デザインは、アルバム「M.O.R.」と同じような構図で、アルバムが青色の背景であったのに対し、本シングルは黄色の背景に、メンバーそれぞれのイラストが円状に描かれている。

## 収録曲
※　作詞：H.E.R.BARNES（英語詞）、山川啓介（日本語詞）、作曲：タケカワユキヒデ、編曲：ミッキー吉野。
1. 愛の3イヤーズ（THREE YEARS OF LOVE）-　3:23
2. ナッシング（NOTHING）-　3:36